# Sun Dial
Sun Dial ist eine 1990 gegründete britische Space-Rock-Band. Beständiges Element der Gruppe ist Gründer Gary Ramon, der Gitarre und gelegentlich Schlagzeug spielt und auch die Gesangsparts bestreitet.
Ramon hatte das Projekt unter dem Namen The Modern Art begonnen und für Liveauftritte dann den Namen zu Sun Dial gewechselt. Ebenso zahlreich wie die Musikerwechsel gestaltete sich die musikalische Entwicklung im Laufe der Jahre abwechslungsreich; die Grundstimmung bewegte sich jedoch im psychedelischen Bereich und wurde vom Gitarrensound bestimmt. Gary Ramon spielte von 2003 bis 2009 auch als Gründungsmitglied bei Atomic Workers.

## Diskografie (Auswahl)
- 1990: Other Way Out (Tangerine Records)
- 1992: Reflecter (UFO Records)
- 1994: Libertine (Beggars Banquet Records)
- 1994: Return Journey (Acme Records)
- 1995: Acid Yantra (Beggars Banquet Records)
- 1996: Live Drug (Acme Records)
- 2003: Zen For Sale (Acme Records)
- 2007: Shards Of God (Kompilation, Acme Records)
- 2007: Libertine – Deprogrammed (Acme Records)
- 2010: Processed For DNA (The 20th Anniversary Anthology) (2-CD, Shrunken Head)
- 2010: Sun Dial (Shrunken Head)
- 2011: Pumpkinhead (Shrunken Head)
- 2012: Mind Control (Tangerine Records)
- 2015: Mind Control (CD re-issue mit 2 Bonustracks, Sulatron Records)
- 2016: Made in the Machine (Sulatron Records)
- 2018: Science Fiction (Sulatron Records)
- 2023: Messages From The Mothership (Sulatron Records)